# Galatasaray Spor Kulübü 2016-2017 (pallavolo maschile)
Questa voce raccoglie le informazioni riguardanti il Galatasaray Spor Kulübü nelle competizioni ufficiali della stagione 2016-2017.

## Organigramma societario
Area direttiva
- Presidente: Dursun Özbek

Area tecnica
- Allenatore: Nedim Özbey
- Allenatore in seconda: Umut Çakır
- Assistente allenatore: Hüseyin Gültekin
- Scoutman: Mertcan Kır

## Rosa
| N° | Nome             | Ruolo | Data di nascita   | Nazionalità sportiva |
| -- | ---------------- | ----- | ----------------- | -------------------- |
| 2  | Emre Ünlü        | L     | 13 febbraio 1995  | Turchia              |
| 3  | Melih Sıratça    | S     | 12 febbraio 1996  | Turchia              |
| 4  | Murathan Kısal   | C     | 22 novembre 1989  | Turchia              |
| 5  | Berkay Özdemir   | P     | 14 gennaio 1994   | Turchia              |
| 6  | Yasin Aydın      | S     | 11 luglio 1995    | Turchia              |
| 7  | İbrahim Akşeker  | C     | 5 febbraio 1987   | Turchia              |
| 8  | Halil Yücel      | S     | 24 novembre 1989  | Turchia              |
| 9  | Zbigniew Bartman | O     | 4 maggio 1987     | Polonia              |
| 10 | Can Ayvazoğlu    | L     | 14 settembre 1979 | Turchia              |
| 11 | Hüseyin Koç      | P     | 30 luglio 1979    | Turchia              |
| 12 | Emin Gök         | C     | 15 febbraio 1988  | Turchia              |
| 14 | Adis Lagumdžija  | O     | 19 marzo 1999     | Turchia              |
| 15 | Samuel Tuia      | S     | 24 luglio 1986    | Francia              |
| 17 | Doğukan Ulu      | C     | 30 ottobre 1995   | Turchia              |

## Statistiche

### Statistiche di squadra
| Competizione     | Punti | In casa | In casa | In casa | In trasferta | In trasferta | In trasferta | Totale | Totale | Totale |
| Competizione     | Punti | G       | V       | P       | G            | V            | P            | G      | V      | P      |
| ---------------- | ----- | ------- | ------- | ------- | ------------ | ------------ | ------------ | ------ | ------ | ------ |
| Efeler Ligi      | 35,23 | 14      | 8       | 6       | 14           | 6            | 8            | 28     | 14     | 14     |
| Coppa di Turchia | -     | 1       | 1       | 0       | 1            | 1            | 0            | 3      | 2      | 1      |
| Challenge Cup    | -     | 4       | 3       | 1       | 4            | 3            | 1            | 8      | 6      | 2      |
| Totale           | -     | 19      | 12      | 7       | 19           | 10           | 9            | 39     | 22     | 17     |

G = partite giocate; V = partite vinte; P = partite perse

### Statistiche dei giocatori
| Giocatore     | Efeler Ligi | Efeler Ligi | Efeler Ligi | Efeler Ligi | Efeler Ligi | Coppa di Turchia | Coppa di Turchia | Coppa di Turchia | Coppa di Turchia | Coppa di Turchia | Challenge Cup | Challenge Cup | Challenge Cup | Challenge Cup | Challenge Cup | Totale | Totale | Totale | Totale | Totale |
| Giocatore     | P           | PT          | AV          | MV          | BV          | P                | PT               | AV               | MV               | BV               | P             | PT            | AV            | MV            | BV            | P      | PT     | AV     | MV     | BV     |
| ------------- | ----------- | ----------- | ----------- | ----------- | ----------- | ---------------- | ---------------- | ---------------- | ---------------- | ---------------- | ------------- | ------------- | ------------- | ------------- | ------------- | ------ | ------ | ------ | ------ | ------ |
| İ. Akşeker    | 20          | 91          | 55          | 33          | 3           | 1                | 7                | 5                | 2                | 0                | 6             | 21            | 13            | 4             | 4             | 27     | 119    | 73     | 39     | 7      |
| Y. Aydın      | 25          | 193         | 163         | 16          | 14          | 3                | 25               | 23               | 2                | 0                | 8             | 35            | 30            | 3             | 2             | 36     | 253    | 216    | 21     | 16     |
| C. Ayvazoğlu  | 28          | 0           | 0           | 0           | 0           | 3                | 0                | 0                | 0                | 0                | 8             | 0             | 0             | 0             | 0             | 39     | 0      | 0      | 0      | 0      |
| Z. Bartman    | 26          | 488         | 429         | 32          | 27          | 3                | 55               | 40               | 8                | 7                | 8             | 104           | 90            | 9             | 5             | 37     | 647    | 559    | 49     | 39     |
| E. Gök        | 22          | 119         | 77          | 33          | 9           | 1                | 0                | 0                | 0                | 0                | 6             | 13            | 8             | 4             | 1             | 29     | 132    | 85     | 37     | 10     |
| M. Kısal      | 24          | 119         | 73          | 34          | 12          | 3                | 10               | 6                | 2                | 2                | 5             | 22            | 8             | 11            | 3             | 32     | 151    | 87     | 47     | 17     |
| H. Koç        | 28          | 111         | 54          | 44          | 13          | 3                | 13               | 7                | 3                | 3                | 8             | 34            | 15            | 11            | 8             | 39     | 158    | 76     | 58     | 24     |
| A. Lagumdžija | 14          | 50          | 41          | 4           | 5           | 1                | 1                | 1                | 0                | 0                | 5             | 31            | 25            | 3             | 3             | 20     | 82     | 67     | 7      | 8      |
| B. Özdemir    | 10          | 2           | 1           | 0           | 1           | 1                | 0                | 0                | 0                | 0                | 2             | 1             | 1             | 0             | 0             | 13     | 3      | 2      | 0      | 1      |
| M. Sıratça    | 7           | 24          | 22          | 2           | 0           | 2                | 1                | 1                | 0                | 0                | 3             | 5             | 4             | 1             | 0             | 12     | 30     | 27     | 3      | 0      |
| S. Tuia       | 28          | 291         | 233         | 37          | 21          | 3                | 37               | 30               | 6                | 1                | 8             | 82            | 73            | 4             | 5             | 39     | 410    | 336    | 47     | 27     |
| D. Ulu        | 18          | 37          | 19          | 15          | 3           | 3                | 7                | 3                | 3                | 1                | 7             | 19            | 13            | 5             | 1             | 28     | 63     | 35     | 23     | 5      |
| E. Ünlü       | 7           | 0           | 0           | 0           | 0           | 3                | 0                | 0                | 0                | 0                | 4             | 0             | 0             | 0             | 0             | 14     | 0      | 0      | 0      | 0      |
| H. Yücel      | 25          | 192         | 167         | 14          | 11          | 1                | 11               | 9                | 2                | 0                | 7             | 39            | 29            | 5             | 5             | 33     | 242    | 205    | 21     | 16     |

P = presenze; PT = punti totali; AV = attacchi vincenti; MV = muri vincenti; BV = battute vincenti